# ستاد کل نیروهای مسلح لهستان
ستاد کل نیروهای مسلح لهستان (انگلیسی: Polish General Staff) ستاد کل نیروهای مسلح لهستان است، که در سال ۱۹۱۸ تأسیس شد.
ستاد کل، بالاترین نهاد حرفه‌ای در نیروهای مسلح لهستان است. از نظر سازمانی، این ستاد بخش جدایی‌ناپذیری از وزارت دفاع ملی است و رئیس ستاد کل، بالاترین مقام نظامی در این وزارتخانه است.
این ستاد در سال ۱۹۱۸ تأسیس شد و در سال ۱۹۲۸ به ستاد اصلی تغییر نام داد، پیش از آنکه در سال ۱۹۴۵ توسط دولت کمونیستی تحت حمایت شوروی به ستاد کل بازگردانده شود. در حال حاضر، ژنرال ویسلاو کوکولا سمت رئیس ستاد کل نیروهای مسلح لهستان را برعهده دارد.